# Ich bin dir gut!
Ich bin dir gut! ist ein Walzer von Johann Strauss Sohn (op. 455). Das Werk wurde am 14. Oktober 1894 im Goldenen Saal des Wiener Musikvereins unter der Leitung von Eduard Strauß uraufgeführt. Gewidmet wurde der Walzer dann Julie Kalbeck, der Frau von Max Kalbeck dem Mitlibrettisten der Operette Jabuka. 